# Douglastown (Québec)
Pour les articles homonymes, voir Douglastown.
Douglastown est un village compris dans le territoire de la ville de Gaspé, en Gaspésie–Îles-de-la-Madeleine, au Québec. D'abord constitué en municipalité de canton de Douglas, son territoire est annexé à Gaspé le 1er janvier 1971.

## Histoire

### Toponymie
Le toponymie de Douglastown rappelle le souvenir de l'arpenteur anglais John Douglas qui, en 1775, élabora un plan pour un village modèle pour accueillir les Loyalistes. La paroisse catholique prend le nom de Saint-Patrice en hommage aux nombreuses familles irlandaises qui s'installèrent à Douglastown dès le commencement.

## Géographie
Ce village est situé sur une colline du côté sud de l'estuaire de la rivière Saint-Jean (Gaspé), où un barachois long de 2,6 km ferme une baie qui longue de 3,25 km. Ce barachois forme un important havre, où les embarcations et les navires se réfugient pour se protéger des fortes vagues. La voie ferrée de la Société du chemin de fer de la Gaspésie passe sur cette bande de sable, tandis que la route 132 contourne la baie.